# Château des Plains
Le château des Plains est un château français situé à Le Bignon-du-Maine, dans le département de la Mayenne et la région des Pays de la Loire

## Situation
Le château est situé à 1 000 mètres au sud-est du bourg[réf. incomplète].

## Désignation
- Le lieu seigneurial des Plains, 1634 (Registre paroissial).
- Les Plains, ferme, allée (Carte de Cassini).

## Histoire
Dès le milieu du XVIe siècle, la famille de la Lande y habite.[réf. incomplète]. 

### Sources et bibliographie
- « Château des Plains », dans Alphonse-Victor Angot et Ferdinand Gaugain, Dictionnaire historique, topographique et biographique de la Mayenne, Laval, A. Goupil, 1900-1910 [détail des éditions] (BNF 34106789, présentation en ligne)
- Registre paroissial
- Archives départementales de la Mayenne, B. 2.309, 2.314, 2.396.
- Titres de la Patrière.
- Chartrier de la Sionnière et de la Rongère.